# إموري تيت
إموري تيت (بالإنجليزية: Emory Tate)‏ هو لاعب شطرنج أمريكي، ولد في 27 ديسمبر 1958 في شيكاغو في الولايات المتحدة، وتوفي في 17 أكتوبر 2015.

## وصلات خارجية
- إموري تيت على موقع مباريات الشطرنج (الإنجليزية)
- إموري تيت على موقع 365Chess.com (الإنجليزية)
- إموري تيت على موقع Chesstempo.com (الإنجليزية)
- إموري تيت على موقع الاتحاد الأمريكي للشطرنج (الإنجليزية)